# Ломкоколосник дагестанский
Ломкоколосник дагестанский (лат. Psathyrostachys dagestanica) — вид травянистых растений рода Ломкоколосник (Psathyrostachys) семейства Злаки (Poaceae).

## Ботаническое описание
Многолетнее травянистое растение. Дерновины густые; корневище коротко-ползучее, косое. Стебли многочисленные, голые и гладкие, 30—70 см высотой, при основании окутанные остатками старых влагалищ. Листья сизо-зелёные, весьма узкие, стеблевые иногда плоские, до 3 мм шириной.
Колосья коротко-линейные, 5—6,5 см длиной, 0,8—1 см шириной, бледно-зеленоватые, весьма ломкие; членики оси колоса длинно ресничато-волосистые. Колосковые чешуи шиловидно-линейные, отклонённые, иногда даже слегка изогнутые, (0,9) 1—1,3 см длиной, длинно-волосистые, с отклонёнными волосками, вверху остевидные, шероховатые; нижняя цветковая чешуя 0,7—1 см, ланцетная, длинно-волосистая, с довольно редкими волосками, заострённая в короткую ость 4—6 мм длиной.
Цветение в мае — июне, плодоношение в июне — июле.

## Распространение и экология
Россия, Дагестан, Акушинский, Ботлихский, Буйнакский, Гергебильский, Гумбетовский, Гунибский, Карабудахкентский, Левашинский, Табасаранский, Унцукульский и Шамильский районы (subsp. dagestanica), и Турция, ил (провинция) Эрзурум (subsp. erzurumica Cabi & Doğan, 2011). Каменистые горные склоны.

## Охрана
Вид внесён в Красные книги России и Дагестана (местообитания находятся вне ООПТ).
Культивируется в ботаническом саду Махачкалы.

## Синонимы
- Elymus dagestanicus F.N.Alex. (1902)basionym
- Hordeum dagestanicum (F.N.Alex.) F.N.Alex. (1902)
- Psathyrostachys daghestanica Nevski (1934), orth. var.
- Psathyrostachys rupestris subsp. dagestanica (F.N.Alex.) Á.Löve (1984)